# Valbeleix
Valbeleix ist eine französische Gemeinde mit 145 Einwohnern (Stand: 1. Januar 2022) im Département Puy-de-Dôme in der Region Auvergne-Rhône-Alpes (vor 2016 Auvergne). Sie gehört zum Arrondissement Issoire und zum Kanton Le Sancy (bis 2015 Besse-et-Saint-Anastaise). 

## Lage
Valbeleix liegt etwa 45 Kilometer südsüdwestlich von Clermont-Ferrand in der Limagne am Fluss Couze de Valbeleix, in den hier sein Zufluss Sault einmündet. Umgeben wird Valbeleix von den Nachbargemeinden Saint-Pierre-Colamine im Norden und Nordwesten, Saint-Diéry im Norden und Nordosten, Courgoul im Nordosten, Chassagne im Osten, Roche-Charles-la-Mayrand im Osten und Südosten, Compains im Süden und Südwesten sowie Besse-et-Saint-Anastaise im Westen und Nordwesten.

## Bevölkerungsentwicklung
| Jahr                       | 1962 | 1968 | 1975 | 1982 | 1990 | 1999 | 2006 | 2013 |
| Einwohner                  | 292  | 230  | 209  | 194  | 187  | 152  | 152  | 143  |
| Quellen: Cassini und INSEE |      |      |      |      |      |      |      |      |

## Sehenswürdigkeiten
- Kirche Saint-Pierre
- Totenlaterne und Kruzifix aus dem 16. Jahrhundert auf dem Friedhof, Monument historique